# Nueva Ciudad
Nueva Ciudad es uno de los distritos del departamento Guaymallén, y forma parte del componente Guaymallén en el ámbito del Gran Mendoza, en la provincia de Mendoza, Argentina.
Está circunscrito a un área de 1,39 km² delimitada por la Avenida Mitre, el Carril Godoy Cruz, la Avenida Sarmiento y la Avenida Acceso Este (principal ingreso al Gran Mendoza desde el este). Su distancia a la cabecera comunal es de aproximadamente 2 km hacia el este y se encuentra también a unos 2 km del centro de la ciudad de Mendoza.
Los puntos relevantes del distrito son la Plaza Nueva Ciudad, ubicada en el centro geográfico del mismo, el Hospital Pediátrico «Doctor Humberto Notti» (el más importante del oeste argentino), y el predio de la Virgen, utilizado para numerosos usos recreativos, culturales y religiosos.

## Historia
La historia del distrito se remonta a cuando la zona también se conocía como monseñor Verdaguer, en homenaje al primer Obispo de Cuyo.
Emplazado en el límite oeste del distrito, se encuentra el Monumento al Cóndor, el ave más grande que habita la cordillera de los Andes. La obra fue inaugurada en 1958. Custodiado por esta ave gigantesca, está el Parque de la Virgen, donde se emplaza un monumento en homenaje a la Virgen María realizado por el diseñador industrial Ramón Villarroel, en 1980 debido a la realización del Congreso Mariano, que contó entonces con la presencia del papa Juan Pablo II. El parque cuenta además desde 1994 con el Centro de Información Turística, dependiente de la Municipalidad de Guaymallén, destinado a brindar información a turistas y residentes. Funciona de lunes a viernes de 7:30 a 21, sábados, domingos y feriados de 9 a 21.
Otro monumento importante, enclavado en avenida de Acceso Este y Cañadita Alegre, lo constituye la plazoleta Hilario Cuadros, en homenaje a uno de los cultores más importantes de nuestro folclore. También está en el lugar el parque Juan Domingo Perón, espacio que los vecinos eligen para disfrutar de los momentos de ocio.

## Población
Cuenta con 6886 habitantes y una densidad cercana a los 5000 habitantes por km². La población está compuesta en su mayor parte en distribuciones iguales de clases media-baja, media y media-alta. Su actividad principal es de tipo terciario y es básicamente una zona residencial.

## Sismicidad
La sismicidad del área de Cuyo (centro oeste de Argentina) es frecuente y de intensidad muy alta, con un silencio sísmico de terremotos medios a graves cada 20 años.
- Sismo de 1861: aunque dicha actividad geológica catastrófica ocurre desde épocas prehistóricas, el terremoto del 20 de marzo de 1861 (164 años), con 12 000 muertes,[2] señaló un hito importante dentro de la historia de eventos sísmicos argentinos ya que fue el más fuerte registrado y documentado en el país. A partir del mismo los sucesivos gobiernos mendocinos y municipales han ido extremando cuidados y restringiendo los códigos de construcción.[1] Con el terremoto de San Juan del 15 de enero de 1944 (81 años) los gobiernos tomaron estado de la enorme gravedad crónica de sismos de la región.
- Sismo de 1920: de 6,8 de intensidad, destruyó parte de sus edificaciones y abrió numerosas grietas en la zona. Hubo 250 muertes por destrucción de casas de adobe[2][1]
- Sismo del sur de Mendoza de 1929: muy grave, y al no haber desarrollado ninguna medida preventiva, a pesar de haber transcurrido solo nueve años del anterior, mató a 30 habitantes por la caída de casas de adobe[1]
- Sismo de 1985: fue otro episodio grave,[3] de 9 s de duración, derrumbando el viejo Hospital del Carmen de Godoy Cruz.